# NGC 7673

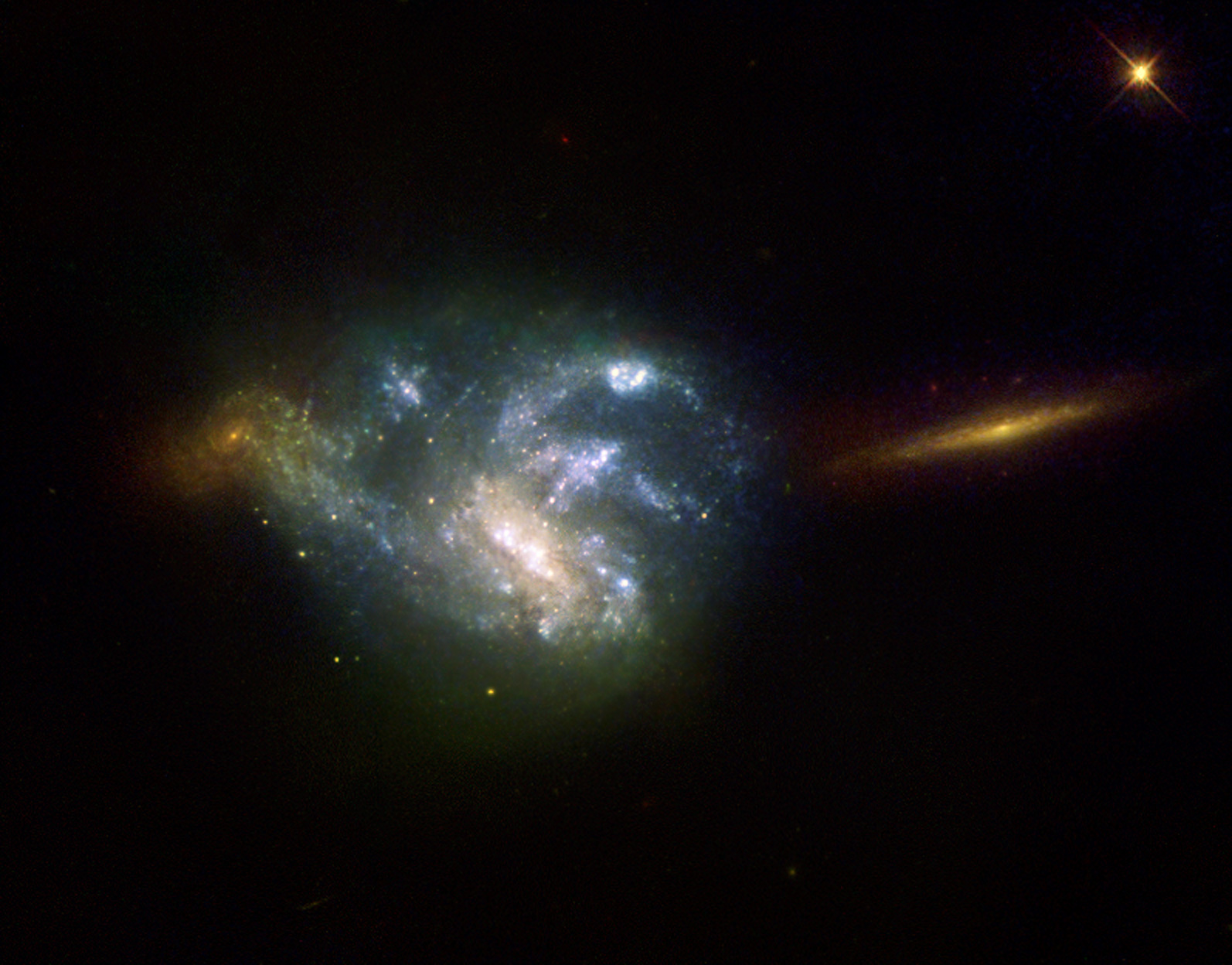
NGC 7673 par le télescope spatial Hubble (1997). Les galaxies jaunes, visibles de part et d'autre de NGC 7679, sont situées en arrière-plan.

NGC 7673 est une galaxie spirale particulière située dans la constellation de Pégase à une distance d'environ 45,0 ± 3,2 Mpc (∼147 millions d'al). NGC 7673 a été découverte par l'astronome allemand Albert Marth en 1864.
NGC 7673 est une galaxie à sursaut de formation d'étoiles et elle fait partie du groupe de NGC 7678. À l'intérieur de ce groupe NGC 7673 et NGC 7677 forment une paire de galaxies.

## Caractéristiques
La classe de luminosité de NGC 7673 est III et elle présente une large raie HI et elle renferme des régions d'hydrogène ionisé (HII).

### Distance
Sa vitesse par rapport au fond diffus cosmologique est de 3 053 ± 25 km/s, ce qui correspond à une distance de Hubble de 45,0 ± 3,2 Mpc (∼147 millions d'al).
À ce jour, quatre mesures non basées sur le décalage vers le rouge (redshift) donnent une distance de 25,375 ± 1,791 Mpc (∼82,8 millions d'al), ce qui est loin à l'extérieur des valeurs de la distance de Hubble. Notons que c'est avec la valeur moyenne des mesures indépendantes, lorsqu'elles existent, que la base de données NASA/IPAC calcule le diamètre d'une galaxie et qu'en conséquence le diamètre de NGC 7673 pourrait être d'environ 22,3 kpc (∼72 700 al) si on utilisait la distance de Hubble pour le calculer. 

### Émission de radiation ultraviolette
NGC 7673 est une galaxie à sursauts de formation d'étoiles dont le noyau brille dans le domaine de l'ultraviolet. Elle figure dans le catalogue de Markarian sous la désignation MK 325. 

### Galaxie à sursaut de formation d'étoiles
NGC 7673 présente un taux de formation d'étoiles élevé, ainsi qu'un grand nombre d'amas stellaires dont les étoiles rayonnent principalement dans le domaine de l'ultraviolet. Une étude publiée en 2008 a permis d'y identifier deux périodes de formation stellaire distinctes et particulièrement actives, il y a environ 20 et 2 millions d'années. En fait, il s'agit d'une galaxie à sursaut de formation d'étoiles. 
Pendant longtemps, on ne connaissait pas la cause exacte de ces sursauts de formation d'étoiles à l'échelle entière de NGC 7673. L'hypothèse la plus probable est que la galaxie est en interaction gravitationnelle avec une galaxie naine qui plonge vers son centre, déclenchant ainsi le sursaut,.

## Supernova
La supernova SN 2014ce a été découverte dans NGC 7673 le 9 aout 2014 par H. Kim, W. Zheng et A. V. Filippenko, de l'université de Californie à Berkeley, dans le cadre du programme LOSS (Lick Observatory Supernova Search) de l'observatoire Lick. D'une magnitude apparente de 17 au moment de sa découverte, elle était de type II.

## Groupe de NGC 7678
Selon A.M. Garcia, NGC 7673 fait partie du groupe de NGC 7678. Ce groupe renferme quatre membres. Les deux autres galaxies du groupe sont NGC 7664 et NGC 7677. Dans un article publié en 1998, Abraham Mahtessian mentionne aussi ce groupe, mais la galaxie NGC 7664 n'en fait pas partie.
NGC 7673 forme une paire de galaxies avec NGC 7677,.